# Haustlǫng
Haustlǫng (du vieux norrois, « long d'un automne ») ou Haustlöng est un poème scaldique attribué au scalde norvégien Þjóðólfr ór Hvíni et composé au IXe siècle, faisant de ce poème l'une des plus anciennes sources littéraires de la mythologie nordique. Ses 20 strophes sont conservées dans l'Edda de Snorri, mais il est possible qu'il ait été plus long. 
Le poème décrit les scènes mythologiques représentées sur un bouclier qu'aurait reçu Þjóðólfr de la part d'un certain Þorleifr. Ces mythes sont essentiellement l'enlèvement de la déesse Idunn par le géant Thjazi (strophes 2 à 13), et le combat du dieu Thor avec le géant Hrungnir (strophes 14 à 20).